# Comoramorphochelus comorianus
Comoramorphochelus comorianus är en skalbaggsart som beskrevs av Guido Sabatinelli 1992. Comoramorphochelus comorianus ingår i släktet Comoramorphochelus och familjen Melolonthidae. Inga underarter finns listade i Catalogue of Life.